# T. J. Fowler
T. J. Fowler (* 18. September 1910 in Columbus (Georgia); † 22. Mai 1982 in Detroit) war ein Pianist, Songwriter und Bandleader im Bereich des Rhythm & Blues, Jump Blues und Jazz.

## Leben und Wirken
Fowler wuchs in River Rouge, Missouri auf. Nach einem Studium am Detroit Conservatory of Music begann er in der Poolhalle seines Vaters aufzutreten. Es folgten erste professionelle Engagements bei Guy Walters und Clarence Dorsey. 1947 stellte er ein eigenes Ensemble zusammen und begleitete den Saxophonisten Paul „Hucklebuck“ Williams bei dessen Aufnahmen für Savoy Records. 1948 folgten Plattenaufnahmen unter eigenem Namen auf kleinen Labels wie Paradise und Sensation, bis er 1952 einen Plattenvertrag bei Savoy Records erhielt. Bei einigen Platten arbeitete er mit den Vokalisten Freddie Johnson, Alberta Adams und Floyd „Bubbles“ McVay zusammen. Fowlers Band begleitete er außerdem die Sängerin Varetta Dillard (Getting Ready for My Daddy, Savoy 1953) und den Gitarristen Calvin Frazier.
Ende 1953 zog Fowler nach Chicago, wo er für das Label States als T.J. Fowler and the Band That Rocks the Blues aufnahm. Nach seiner Rückkehr nach Detroit spielten Fowler und sein Ensemble als Begleitband für T-Bone Walker, mit dem sie in den folgenden Jahren im südöstlichen Michigan tourten. Ende der 1950er Jahre lebte er in Ecorse in Wayne County (Michigan), wo er das kleine Label Bow Records betrieb und mit einer Jazz-Orgel-Combo spielte. 1959 holte ihn Berry Gordy als Berater bei der Gründung des neuen Motown-Labels. Fowler trat daneben mit seiner Jazzband auf, bevor er sich ganz aus der Musikindustrie zurückzog und als Geschäftsmann in Detroit lebte, wo er im Mai 1982 starb.
Fowler betätigte sich auch als Songwriter; Titel wie Crossfire, Cut Out, Rocking Goose, Lazy oder Space Laser  wurden von Johnny and the Hurricanes gecovert.

## Diskographische Hinweise
Zu den von T.J. Fowler eingespielten Titeln gehören Midnight Clipper (Sensation), Red Hot Blues, Coochie/Milk Shake (Bow), T.J. Boogie  (National), The Queen/Tell Me What's The Matter (States), Back Biter/Wine Cooler (Savoy), Gold Rush/Camel Walk (Savoy, 1951). Ferner erschienen Fowlers Aufnahmen für Savoy auf T.J. Fowler and His Rockin’ Jump Band Featuring Calvin Frazier (Savoy 1187). Als Compact-Disc liegen seine Aufnahmen als T. J. Fowler 1948-1953 vor, erschienen bei Classics.